# Бане (Шер)
Бане (фр. Bannay) насеље је и општина у централној Француској у региону Центар (регион), у департману Шер која припада префектури Бурж.
По подацима из 2011. године у општини је живело 773 становника, а густина насељености је износила 30,88 становника/km². Општина се простире на површини од 25,03 km². Налази се на средњој надморској висини од 148 метара (максималној 260 m, а минималној 139 m).

## Демографија
| 1962. | 1968. | 1975. | 1982. | 1990. | 1999. | 2011. |
| ----- | ----- | ----- | ----- | ----- | ----- | ----- |
| 655   | 673   | 737   | 785   | 766   | 771   | 773   |

График промене броја становника у току последњих година